# Actinidia henryi
Actinidia henryi är en tvåhjärtbladig växtart som beskrevs av Stephen Troyte Dunn. Actinidia henryi ingår i släktet aktinidiasläktet, och familjen Actinidiaceae. Inga underarter finns listade i Catalogue of Life.